# Machado (ort i Brasilien, Minas Gerais, Machado)
Machado är en ort i Brasilien.   Den ligger i kommunen Machado och delstaten Minas Gerais, i den sydöstra delen av landet, 700 km söder om huvudstaden Brasília. Machado ligger 815 meter över havet och antalet invånare är 33 002.
Terrängen runt Machado är kuperad åt sydväst, men åt nordost är den platt. Machado ligger nere i en dal. Machado är det största samhället i trakten.
Omgivningarna runt Machado är huvudsakligen savann. Runt Machado är det ganska glesbefolkat, med 42 invånare per kvadratkilometer.